# British Grand Prix 2007
Il British Grand Prix 2007 (noto per motivi di sponsorizzazione come Norwich Union British Grand Prix 2007) è un meeting di atletica leggera svoltosi il 15 luglio 2007 a Sheffield, nel Regno Unito, facente parte del circuito IAAF World Athletics Tour, di cui rappresenta il sedicesimo appuntamento stagionale e il primo dei due appuntamenti britannici.

## Risultati

### Uomini
| Evento: | Vincitore:                   | Vincitore: | 2° piazzato:                                        | 2° piazzato: | 3° piazzato:                      | 3° piazzato: |
| --- | ---------------------------- | ---------- | --------------------------------------------------- | ------------ | --------------------------------- | ------------ |
| 100m | Tyson Gay Stati Uniti        | 10.13      | Marlon Devonish Regno Unito                         | 10.23        | Francis Obikwelu Portogallo       | 10.24        |
| 200m | Wallace Spearmon Stati Uniti | 20.08      | Usain Bolt Giamaica                                 | 20.08        | Rodney Martin Stati Uniti         | 20.39        |
| 400 m | Angelo Taylor Stati Uniti    | 45.25      | John Steffensen Australia                           | 45.64        | Darold Williamson Stati Uniti     | 45.74        |
| 1.500 m | Andrew Baddeley Regno Unito  | 3:34.74    | Rui Silva Portogallo                                | 3:35.92      | Bernard Lagat Stati Uniti         | 3:36.24      |
| 3.000 m | Kenenisa Bekele Etiopia      | 7:26.69    | Craig Mottram Australia                             | 7:35.00      | Chris Solinsky Stati Uniti        | 7:36.90      |
| 110hs | Liu Xiang Cina               | 13.23      | Ryan Wilson Stati Uniti                             | 13.27        | Anwar Moore Stati Uniti           | 13.35        |
| Salto con l'asta | Steven Hooker Australia      | 5.65m      | Timothy Mack Stati Uniti Toby Stevenson Stati Uniti | 5.55m        |                                   |              |
| Salto in lungo | Brian Johnson Stati Uniti    | 7.99m      | Nathan Morgan Regno Unito                           | 7.92m        | Christopher Tomlinson Regno Unito | 7.90m        |
| Salto triplo | Aarik Wilson Stati Uniti     | 17.19m     | Leevan Sands Bahamas                                | 16.75m       | Dmitrij Valukevic Slovacchia      | 16.69m       |
| Lancio del giavellotto | Magnus Arvidsson Svezia      | 84.74m     | Andreas Thorkildsen Norvegia                        | 83.55m       | Jarkko Koski-Vähälä Finlandia     | 79.55m       |
| AR record continentale \| NR record nazionale \| PB record personale \| SB record personale stagionale \| WL miglior prestazione dell'anno \| WR record mondiale |                              |            |                                                     |              |                                   |              |

### Donne
| Evento: | Vincitore:                 | Vincitore: | 2° piazzato:                 | 2° piazzato: | 3° piazzato:                                     | 3° piazzato: |
| --- | -------------------------- | ---------- | ---------------------------- | ------------ | ------------------------------------------------ | ------------ |
| 200m | Allyson Felix Stati Uniti  | 22.35      | Sanya Richards Stati Uniti   | 22.44        | Veronica Campbell Giamaica                       | 22.60        |
| 400 m | Nicola Sanders Regno Unito | 51.01      | Monique Hennagan Stati Uniti | 51.19        | Joanne Cuddihy Irlanda                           | 51.56        |
| 800 m | Alice Schmidt Stati Uniti  | 1:59.99    | Brigita Langerholc Slovenia  | 2:00.54      | Treniere Clement Stati Uniti                     | 2:00.96      |
| 3.000 m | Vivian Cheruiyot Kenya     | 8:43.85    | Joanne Pavey Regno Unito     | 8:47.39      | Mary Teresa Cullen Irlanda                       | 8:48.17      |
| 3.000 siepi | Korene Hinds Giamaica      | 9:34.83    | Mardrea Hyman Giamaica       | 9:37.70      | Hattie Dean Regno Unito                          | 9:38.56      |
| 100hs | Michelle Perry Stati Uniti | 12.79      | LoLo Jones Stati Uniti       | 12.89        | Delloreen Ennis-London Giamaica                  | 13.04        |
| 400hs | Jana Pittman Australia     | 54.59      | Tasha Danvers Regno Unito    | 55.31        | Sandra Glover Stati Uniti                        | 55.54        |
| Salto in alto | Kajsa Bergqvist Svezia     | 1.95m      | Amy Acuff Stati Uniti        | 1.89m        | Barbora Lalàkovà Rep. Ceca Vita Styopina Ucraina | 1.85m        |
| AR record continentale \| NR record nazionale \| PB record personale \| SB record personale stagionale \| WL miglior prestazione dell'anno \| WR record mondiale |                            |            |                              |              |                                                  |              |